# 강력계
《강력계》(Cops For Violent Crime)는 한국에서 제작된 김인수 감독의 1976년 범죄 영화이다. 이낙훈 등이 주연으로 출연하였고 주동진 등이 제작에 참여하였다.

## 출연

### 주연
- 이낙훈
- 서미경
- 민욱